# Districtul Plai Phraya
Plai Phraya (în thailandeză ปลายพระยา) este un district (Amphoe) din provincia Krabi, Thailanda, cu o populație de 35.434 de locuitori și o suprafață de 433,4 km².

## Componență
Districtul este subdivizat în 4 subdistricte (tambon), care sunt subdivizate în 33 de sate (muban).
| Nr. | Nume        | În thailandeză | Sate | Locuitori |  |
| 1.  | Plai Phraya | ปลายพระยา      | 13   | 16,692    |  |
| 2.  | Khao Khen   | เขาเขน         | 6    | 6,166     |  |
| 3.  | Khao To     | เขาต่อ          | 7    | 7,026     |  |
| 4.  | Khiri Wong  | คีรีวง           | 7    | 5,550     |  |

|| 
|}